# Шведский крестовый поход (1348—1349)
Шведский крестовый поход был предпринят по инициативе короля Магнуса II Эрикссона для покорения и обращения в католическую веру русского и карельского населения Новгородской республики. Начавшись в 1348 году, военные действия сконцентрировались вокруг пограничной русской крепости Орешек, которую шведы осаждали и взяли в том же году, но вскоре потеряли. Дальнейшие боевые действия также не принесли успеха Швеции.

## Ход военных действий
Не имея формальных поводов для начала войны с новгородцами, с которыми шведов связывал Ореховский мирный договор 1323 года, шведский король взял на вооружение идеи крестового похода и обращения в католичество язычников-карел и русских. К участию в походе было привлечено множество датских и норвежских рыцарей, а также немецких наёмников. Возможно, было собрано ополчение свободных землевладельцев — ледунг, составлявшее главные силы шведской армии. В Новгород были отправлены послы, которые от имени короля Магнуса предлагали местному священству принять участие в религиозном диспуте. Проигравший в споре должен был принять веру противника и признать его сюзеренитет. Новгородский архиепископ Василий, посовещавшись с посадником и другими знатными людьми города, ответил: «Если хотите знать, какая вера лучше: ваша или наша, пошлите за этим к патриарху — мы приняли веру от греков». Король после этого занял более радикальную позицию и открыто заявил о своём намерении идти походом на Русь. Магнус также просил о помощи папский престол. Всех отказывавшихся креститься ожидала смертная казнь.
Шведское войско на кораблях двинулось к Ореховому острову, где стояла русская крепость Орешек. Крепость тогда занимала только часть острова. Шведы во главе с королём высадились на острове и приступили к осаде. Часть войск, рассеявшись по приграничным землям небольшими отрядами, приступили к грабежу и разорению территорий по обоим берегам Невы. Тем временем Москва не торопилась помогать своему северному соседу. Защитники крепости оказались в трудном положении. 6 августа 1348 года крепость капитулировала. В летописи записано, что крепость была взята «лестью» не уточняя подробностей. Согласно договору, шведы беспрепятственно выпустили пятьсот воинов гарнизона, но нескольких новгородских вельмож задержали и отправили в Швецию. Однако русские частично компенсировали свою неудачу разгромом крупного шведского отряда, действовавшего в Ижорской земле. Новгородцы во главе с посадником Онисифором Лукичем, насчитывавшие 400 воинов, смогли перебить 500 шведов в бою на Жабцем поле 23 июля 1348 года. Принявшие католичество и перешедшие на службу к шведам новгородцы, захваченные в плен, были казнены.
Король, оставив в захваченной крепости гарнизон в 800 воинов, отбыл на родину. Этим не замедлили воспользоваться новгородцы: очень скоро многочисленное новгородское войско очистило от шведов крепость Корелу. Псковичи, находившиеся в новгородском войске, получили известие о нападении немцев на Псковскую землю и покинули войско. Но это не помешало новгородцам. Шведы оказались запертыми в Орешке. 24 февраля 1349 года русские начали штурм крепости. Деревянные стены и некоторые постройки загорелись, что способствовало благоприятному исходу штурма. Орешек пал. Некоторые его защитники погибли в огне, другие пали в бою. По утверждениям летописи, при штурме погибло только 9 новгородцев. Пленные были отправлены в Новгород.

## Последующие кампании
По некоторым данным, в течение следующего года король Магнус организовал второй крестовый поход против Новгородской земли. Он завершился неудачно, так как шведский флот, по всей видимости, попал в бурю и был уничтожен. Однако факт похода вызывает сомнение многих историков.
Война Магнуса не имела никаких результатов. Попытки насильственного крещения в католическую веру местного новгородского и карельского населения потерпели неудачу. Военные действия, протекавшие и на крайнем севере, были неудачны для Швеции и её союзницы Норвегии: так, русские предпринимали нападения с моря на Халогаланд. Свою роль сыграло и ослабление Швеции в результате эпидемии чумы. В 1351 году русские совершили поход под Выборг, разграбив окрестности. В результате стороны в 1351 году подтвердили условия Ореховского мирного договора. Кроме того, стороны обменялись пленными.
На этот раз новгородцы сумели победить врага несмотря на отсутствие помощи великого князя и Пскова. Победа над шведами была одержана только силами Новгородской республики. Это было последнее крупное столкновение Новгорода и Швеции.

## Примечание
1. ↑  Шаскольский И. П. Борьба Руси за сохранение выхода к Балтийскому морю в XIV веке. Л.: Наука, 1987. — С.151-158.
2. ↑  Шаскольский И. П. Борьба Руси за сохранение выхода к Балтийскому морю в XIV веке. Л.: Наука, 1987.— С. 158—159.